# Gian-Matteo Ranzi
Gian-Matteo Ranzi (* 31. Januar 1948 in Faenza, Ravenna) ist ein ehemaliger italienischer Ringer. Er gewann eine Bronzemedaille bei den Olympischen Spielen 1972 in München im griech.-röm. Stil im Leichtgewicht.

## Werdegang
Gian-Matteo Ranzi begann als Jugendlicher mit dem Ringen und wurde Mitglied von C.A. Faenza, einem der führenden italienischen Ringervereine. Er rang in beiden Stilarten, griech.-römischer und freier Stil. Er gehörte den italienischen Streitkräften an.
Zum ersten Mal startete er mit 18 Jahren bei einer internationalen Meisterschaft. Das war im Jahre 1966 bei der Europameisterschaft im griech.-röm. Stil in Essen. Im Federgewicht musste er dort zwei Niederlagen hinnehmen und landete auf dem 16. Platz. 1968 vertrat er sein Land bei einem Länderkampf gegen die Bundesrepublik Deutschland in Baienfurt. Dabei rang er im Leichtgewicht, griech.-röm. Stil, gegen Franz Schmitt aus Mainz unentschieden.
1971 startete er bei den Mittelmeerspielen im freien Stil im Weltergewicht und belegte hinter dem Türken Uzun den 2. Platz. Sein nächster Start bei einer großen internationalen Meisterschaft fand erst 1972 statt. Er startete bei den Olympischen Spielen in München im griech.-röm. Stil im Leichtgewicht und gewann dort ganz überraschend die Bronzemedaille. Er gewann in München fünf Kämpfe und verlor nur gegen den Olympiasieger Schamil Chisamutdinow aus der Sowjetunion.
1974 siegte Gian-Matteo Ranzi in Glasgow bei der EG-Meisterschaft im freien Stil im Weltergewicht vor Karl-Heinz Heckert aus der BRD und gewann auch 1975 bei der EG-Meisterschaft. In Fredrikshavn/Dänemark landete er vor Madsen aus Dänemark und Karl-Heinz Helbing aus der BRD im griech.-röm. Stil im Weltergewicht auf dem 1. Platz. 1975 gewann er auch bei den Mittelmeer-Spielen in Algier im griech.-röm. Stil im Weltergewicht.
Nicht mehr so gut lief es für ihn bei der Europameisterschaft 1976 in Leningrad, wo er nach zwei Niederlagen im griech.-röm. Stil im Weltergewicht nur den 12. Platz belegte und bei den Olympischen Spielen dieses Jahres in Montreal, wo er im griech.-röm. Stil im Leichtgewicht mit einem Sieg den 10. Platz belegte. Er verlor in Montreal gegen Manfred Schöndorfer aus der BRD und gegen Heinz-Helmut Wehling aus der DDR.

## Internationale Erfolge
(OS = Olympische Spiele, WM = Weltmeisterschaft, EM = Europameisterschaft, F = freier Stil, GR = griech.-röm. Stil, Fe = Federgewicht, Le = Leichtgewicht, We = Weltergewicht, damals bis 63 kg, 68 kg und 74 kg Körpergewicht)
- 1966, 16. Platz, EM in Essen, GR, Fe, nach Niederlagen gegen Jozsef Kalai, Ungarn u. Karl Reyer, Österreich;

- 1969, 1. Platz, „Alsia“-Cup in Sonderburg/Dänemark, GR, We, vor Roland Franzen, Schweden u. John Olsen, Dänemark;

- 1971, 2. Platz, Mittelmeer-Spiele in Izmir, F, We, hinter Mehmet Uzun, Türkei u. vor Dobre Marinkov, Jugoslawien;

- 1972, Bronzemedaille, OS in München, GR, Le, mit Siegen über Robert Buzzard, USA, Heinz Rhyn, Schweiz, Josef Brötzner, Österreich, Tanoue Takashi, Japan u. Seyit Hisirli, Türkei u. einer Niederlage gegen Schamil Chisamutdinow, UdSSR;

- 1974, 1. Platz, EG-Meisterschaft in Glasgow, F, We, vor Karl-Heinz Heckert, BRD u. Ray, Frankreich;

- 1974, 3. Platz, CISM-Militär-WM in Rom, GR, We, hinter Mikko Huhtala, Finnland u. Tanniehill, USA;

- 1974, 2. Platz, CISM-Militär-WM in Rom, F, Le, hinter Taheri, Iran u. vor Gerhard Weisenberger, BRD;

- 1975, 1. Platz, Mittelmeer-Spiele in Algier, GR, We, vor Tuklu, Türkei u. Vojislav Tabacki, Jugoslawien;

- 1975, 1. Platz, EG-Meisterschaft in Frederikshavn/Dänemark, GR, We, vor Madsen, Dänemark u. Karl-Heinz Helbing, BRD;

- 1976, 12. Platz, EM in Leningrad, GR, We, nach Niederlagen gegen Iosif Berischwili, UdSSR u. Mikko Huhtala;

- 1976, 10. Platz, OS in Montreal, GR, Le, mit einem Sieg über Patrick Marcy, USA u. Niederlagen gegen Manfred Schöndorfer, BRD u. Heinz-Helmut Wehling, DDR

## Italienische Meisterschaften
Gian-Matteo Ranzi wurde insgesamt neunmal italienischer Meister in beiden Stilarten.

## Weblink
- Gian-Matteo Ranzi in der Database Olympics
- Gian-Matteo Ranzi in der Datenbank von Olympedia.org (englisch)

| Personendaten    | Personendaten        |
| ---------------- | -------------------- |
| NAME             | Ranzi, Gian-Matteo   |
| KURZBESCHREIBUNG | italienischer Ringer |
| GEBURTSDATUM     | 31. Januar 1948      |
| GEBURTSORT       | Faenza               |